# Великі Маламаси
Великі Малама́си (рос. Большие Маламасы, марій. Кугу Моламас) — присілок у складі Звениговського району Марій Ел, Росія. Входить до складу Красноярського сільського поселення.

## Населення
Населення — 349 осіб (2010; 353 у 2002).
Національний склад (станом на 2002 рік):
- марі — 97 %